# William Quiller Orchardson
William Quiller Orchardson (27. března 1832, Edinburgh – 13. dubna 1910, Londýn) byl skotský malíř. Příjmení Orchardson je odvozeno od Urquhartson, což bylo jméno klanu, žijícího u jezera Loch Ness. Ve věku patnácti let byl zapsán do Trustees 'Academy. V roce 1907 byl povýšen do rytířského stavu.

## Galerie

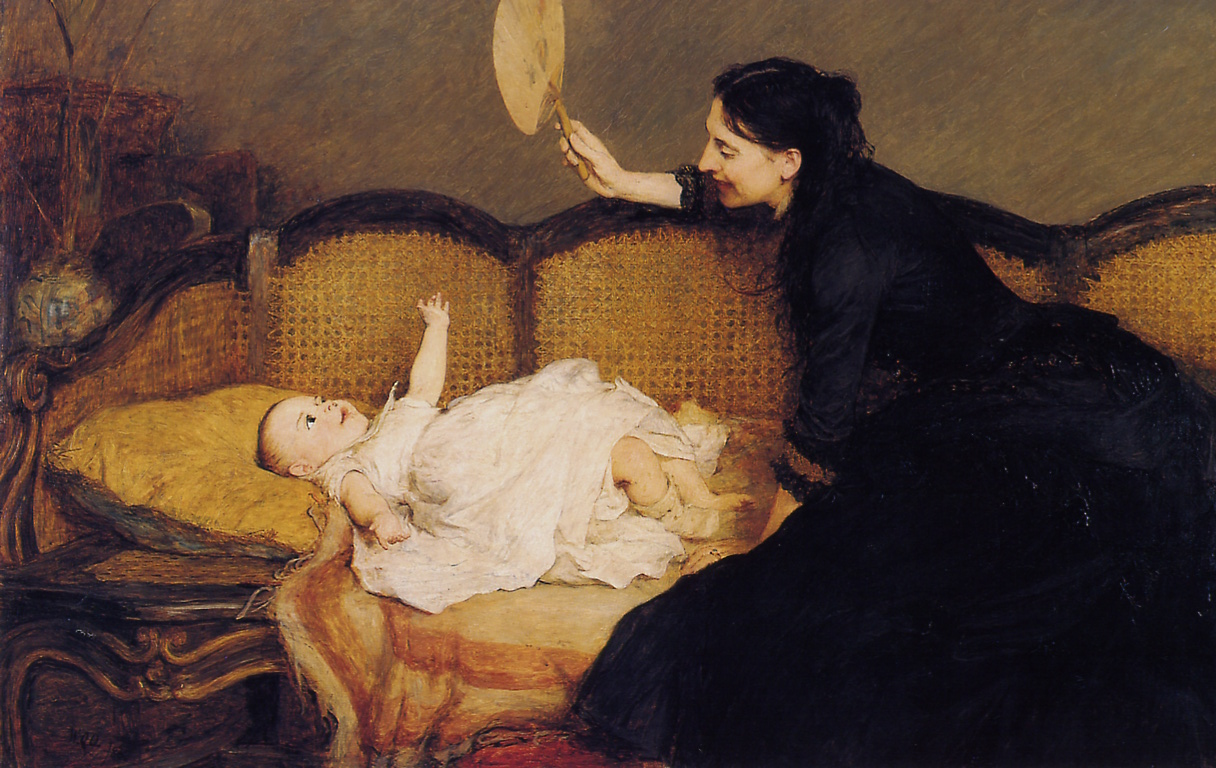
Master Baby
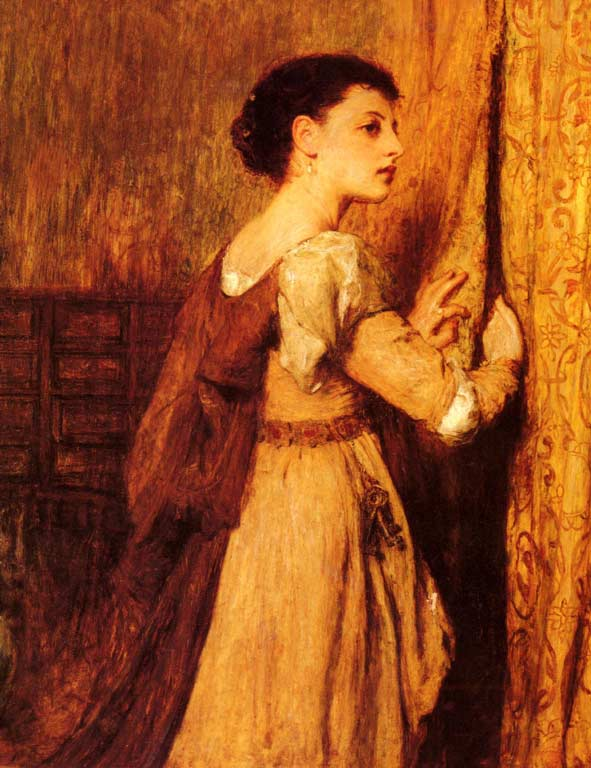
Jessica
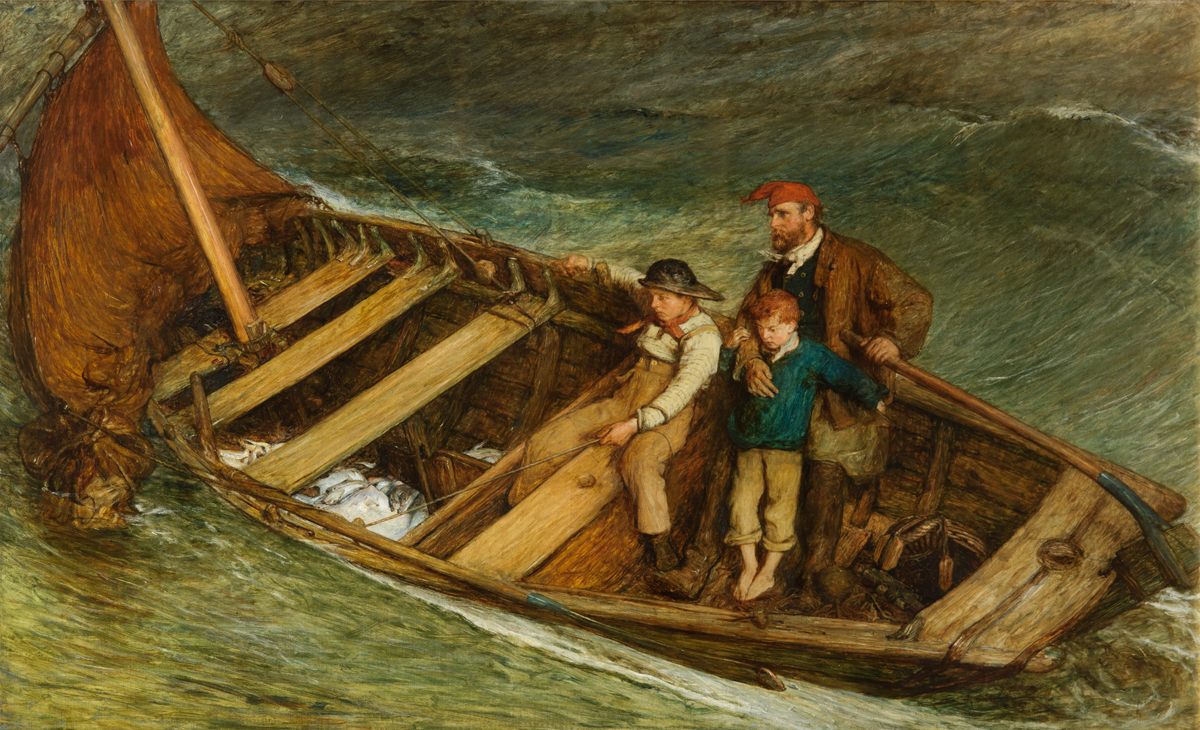
Toilers of the Sea